# 清津操車場
清津操車場（韓語：청진조차장）是朝鮮民主主義人民共和國咸镜北道清津市松坪区域的一個鐵路車站，属于芹洞线。

## 邻近车站
芹洞线
康德站 - 清津操車場 - 芹洞站